# Ion Sturza
Pour le prince de Moldavie, voir Ioan Sturdza.
Ion Sturza (né le 9 mai 1960 à Pîrjolteni, raion de Călărași, en Moldavie, alors partie de l’URSS) est un homme politique moldave. Il a été Premier ministre du 19 février au 9 novembre 1999. Dumitru Braghiș lui a succédé. Il est de nouveau désigné à ce poste le 21 décembre 2015.
Le 4 janvier 2016, Ion Sturza présente son gouvernement lors d'une séance du Parlement moldave. Mais celle-ci est suspendue en raison de l'absence de quorum. En effet seulement 47 des 101 députés sont présents. Le lendemain, il annonce renoncer à sa charge de constituer un gouvernement en raison de l'absence de soutien parlementaire.